# Cantó de Vimy
El cantó de Vimy és un cantó del departament francès del Pas de Calais, a la regió dels Alts de França. Està inclòs al districte d'Arràs i té 20 municipis. El cap cantonal és Vimy.

## Municipis
- Ablain-Saint-Nazaire
- Acheville
- Arleux-en-Gohelle
- Bailleul-Sir-Berthoult
- Bois-Bernard
- Carency
- Farbus
- Fresnoy-en-Gohelle
- Gavrelle
- Givenchy-en-Gohelle
- Izel-lès-Équerchin
- Neuville-Saint-Vaast
- Neuvireuil
- Oppy
- Quiéry-la-Motte
- Souchez
- Thélus
- Villers-au-Bois
- Vimy
- Willerval

## Història
| Data d'elecció                           | Identitat          | Partit           | Qualitat |
| ---------------------------------------- | ------------------ | ---------------- | -------- |
| 1945-1949                                | André Parent       | PCF              |          |
| 1949-1955                                | M. Fontaine        | SFIO             |          |
| 1955-1958                                | Pierre Doré        | PCF              |          |
| 1958-1973                                | Léandre Letoquart  | PCF              |          |
| 1973-1979                                | Ferdinand Tirtaine | Divers droite    |          |
| 1979-1992                                | André Delehedde    | PS               |          |
| 1992-2011                                | Lionel Lancry      | UDF, després UMP |          |
| 2011-                                    | Bertrand Alexandre | MRC              |          |
| les dades anteriors no són pas conegudes |                    |                  |          |
|                                          |                    |                  |          |

## Demografia
| A partir de 1990: Població sense dobles comptes |